# Polysporidiella iranica
Polysporidiella iranica är en svampart som beskrevs av Petr. 1960. Polysporidiella iranica ingår i släktet Polysporidiella, klassen Dothideomycetes, divisionen sporsäcksvampar och riket svampar.   Inga underarter finns listade i Catalogue of Life.